# Cristaria ovata
La malvilla o Cristaria ovata es una especie de planta fanerógama perteneciente a la familia  Malvaceae. Es originaria de Chile donde se encuentra en la región de Atacama.

## Descripción
Es un arbusto que alcanza un tamaño de 0,2 a 2,5 m de altura con ramas erectas. Tiene escasa regeneración: crece en las dunas costeras y su hábitat se ve alterado por el paso de vehículos de motor y por la construcción en casas en los complejos turísticos. Florece en la primavera.

## Taxonomía
Cristaria ovata, fue descrita por Mélica Muñoz-Schick  y publicado en Boletin del Museo Nacional, Santiago de Chile 45: 67. 1995[1996].